# Yushania farinosa
Yushania farinosa là một loài thực vật có hoa trong họ Hòa thảo. Loài này được Z.P.Wang & G.H.Ye miêu tả khoa học đầu tiên năm 1981.